# Artur Sträter

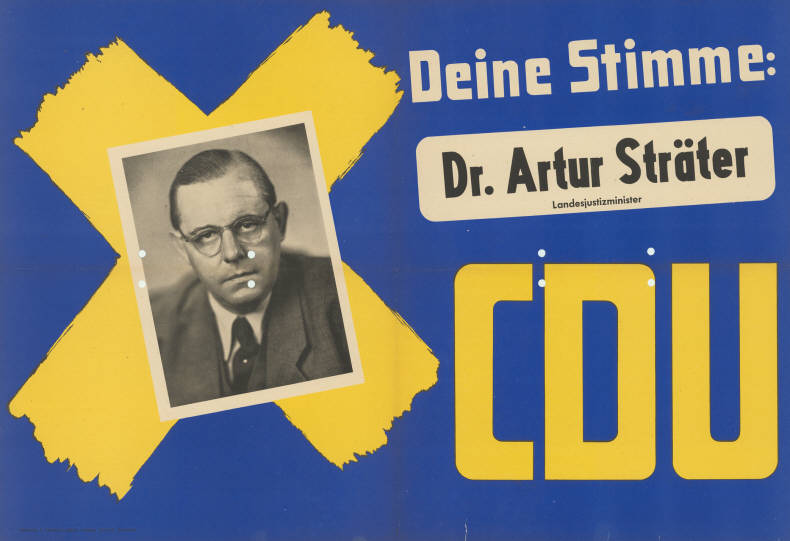
Artur Sträter auf einem Landtagswahlplakat 1950

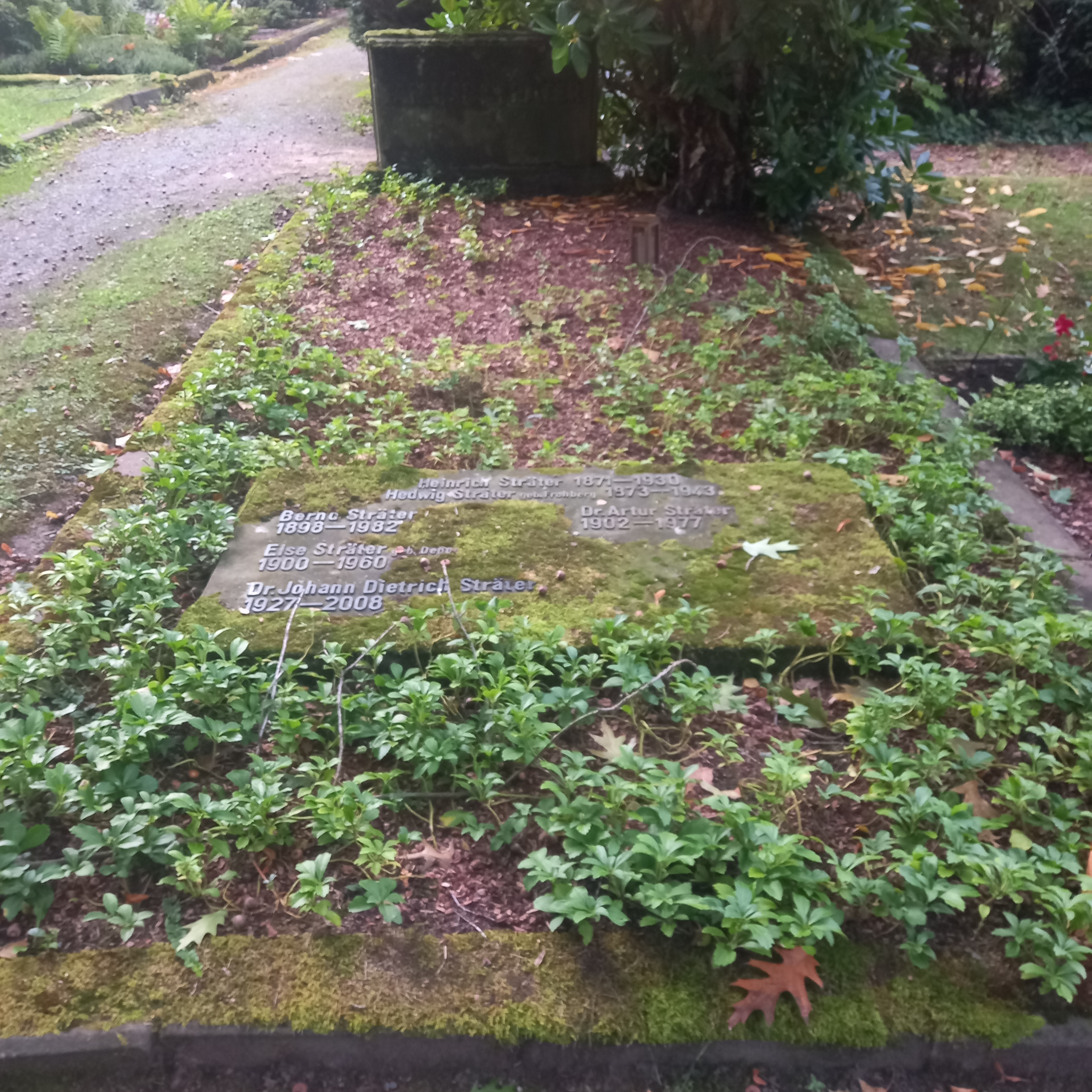
Das Grab von Artur Sträter im Familiengrab auf dem Osthofenfriedhof in Soest

Artur Sträter (* 1. Juni 1902 in Altenvoerde; † 4. Oktober 1977 in Hagen) war ein deutscher Jurist, Verleger und Politiker (CDU).

## Leben und Beruf
Nach dem Abitur am humanistischen Gymnasium absolvierte Sträter zunächst eine Banklehre und nahm anschließend ein Studium der Rechtswissenschaften in München und Münster auf, welches er mit der Promotion zum Dr. jur. beendete. Danach ließ er sich als Rechtsanwalt in Soest nieder. Von 1941 bis 1945 nahm er als Soldat am Zweiten Weltkrieg teil. Sträter hatte eine jüdische Großmutter, deshalb galt er bei den Nazis als „Vierteljude“. Er hatte einige Schwierigkeiten mit der Mitgliedschaft in Soester Vereinen, blieb aber sonst unbehelligt. Sein Bruder Bernd verlor schon am 1. August 1933 seine Kassenzulassung als Zahnarzt.
Nach dem Kriegsende war Sträter erneut als Rechtsanwalt und Notar in Soest tätig.
Sträter erhielt am 10. März 1946 die Lizenz zur Gründung einer Tageszeitung. Der Verlag „Westfalenpost GmbH“ wurde am 1. April 1946 in Soest gegründet. Die erste Nummer der Westfalenpost erschien am 26. April 1946. Soest blieb bis Ende 1949 Sitz des Verlages, der 1950 nach Hagen umzog. Er fungierte bis zu seinem Tod als Herausgeber der Tageszeitung, danach war es seine Frau Dorita Sträter, geb. Boelitz. Beim tödlichen Unfall auf dem Grenzlandring war er als Zuschauer anwesend, wie auch Bundesverkehrsminister Seebohm und ADAC-Sportpräsident Jules Köther. Von 1950 bis 1970 war er Rundfunkratsvorsitzender des Deutschlandfunks in Köln.

## Partei
Sträter war mit seinem Schwiegervater, Otto Boelitz, der in den 1920er Jahren preußischer Kulturminister gewesen war, Mitbegründer der Christlich-Demokratischen-Partei (CDP) Westfalens am 2. September 1945 in Bochum. Er war ebenfalls Mitbegründer der CDU in Soest, als deren Kreisvorsitzender er 1945/46 fungierte. Später war er Mitglied des Landesvorstands der CDU Westfalen-Lippe sowie des Landespräsidiums der CDU Nordrhein-Westfalen und des Bundesausschusses der Partei.

## Abgeordneter
Sträter gehörte von 1946 bis 1947 sowie von 1950 bis 1970 dem nordrhein-westfälischen Landtag an. 1947/48 war er stellvertretendes Mitglied des Zonenbeirats für die Britische Zone.

## Öffentliche Ämter

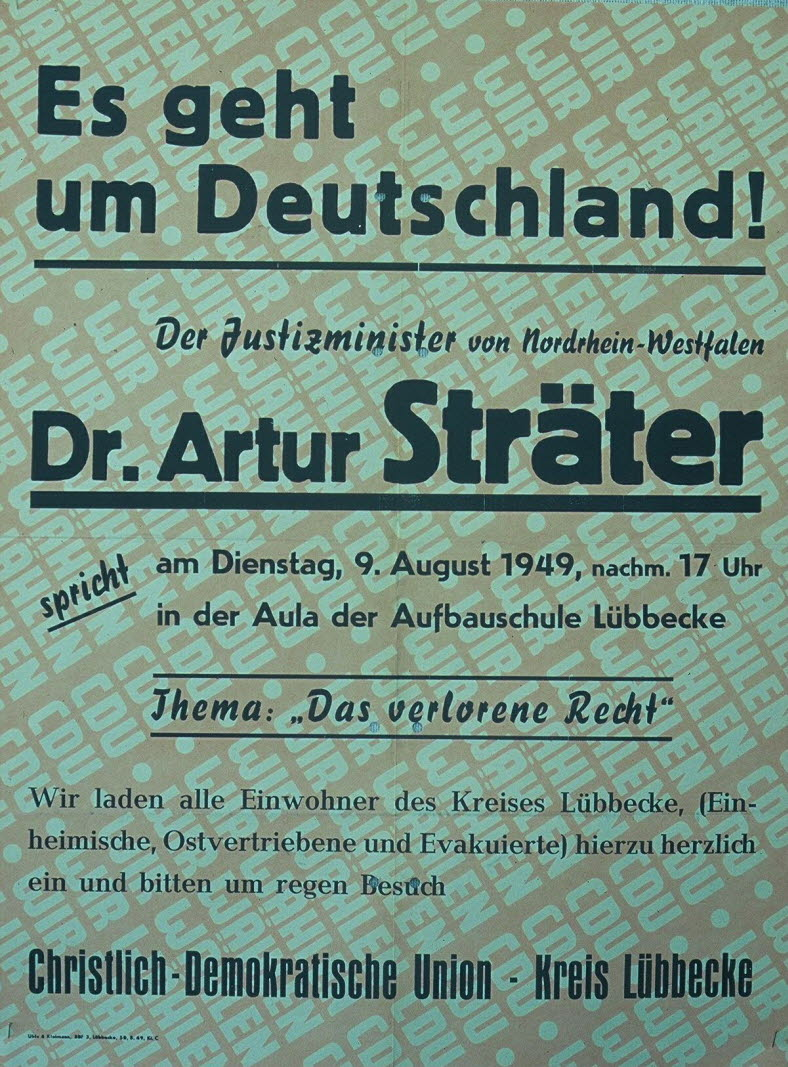
Ankündigung einer Veranstaltung mit Sträter 1949

Sträter wurde im Juni 1945 von der britischen Militärregierung zum Präsidenten des Regierungsbezirks Düsseldorf ernannt. Später amtierte er mehrfach als Minister in verschiedenen Landesregierungen von Nordrhein-Westfalen, die von den Ministerpräsidenten Rudolf Amelunxen, Karl Arnold und Franz Meyers geleitet wurden. Er war vom 5. Dezember 1946 bis zum 22. April 1947, vom 7. September 1948 bis zum 15. September 1950 und später nochmals vom 26. Juli 1962 bis zum 25. Juli 1966 NRW-Justizminister. Ab Herbst 1950 bis Sommer 1954 war er Minister für Wirtschaft und Verkehr, anschließend bis Februar 1956 sowie ab August 1960 bis Juli 1962 Minister für Bundesangelegenheiten und zwischen Juli 1958 und August 1960 Minister der Finanzen. Außerdem hatte Sträter von 1950 bis 1954 sowie von 1958 bis 1962 das Amt des Stellvertretenden Ministerpräsidenten inne.

## Trivia
Im Jahre 1961 berichtete das Nachrichtenmagazin Der Spiegel unter dem Titel Die Sträter-Depesche, dass Sträter nachts in alkoholisiertem Zustand in aufwändiger Weise sein politisches Amt nutzte, um ein Telegramm entgegen den postalischen Bestimmungen versenden zu können.

## Zitat
„In den Sondergerichten haben oft Männer gesessen, die unvorstellbares Leid verhindert haben. Der deutsche Richter in seiner Gesamtheit, ist im Dritten Reich intakt geblieben. Er hat nicht vor Hitler kapituliert.“ – Arthur Sträter im Juni 1947

## Ehrungen
- Großes Bundesverdienstkreuz mit Stern und Schulterband, 1961